# Bahnhof Moorgate

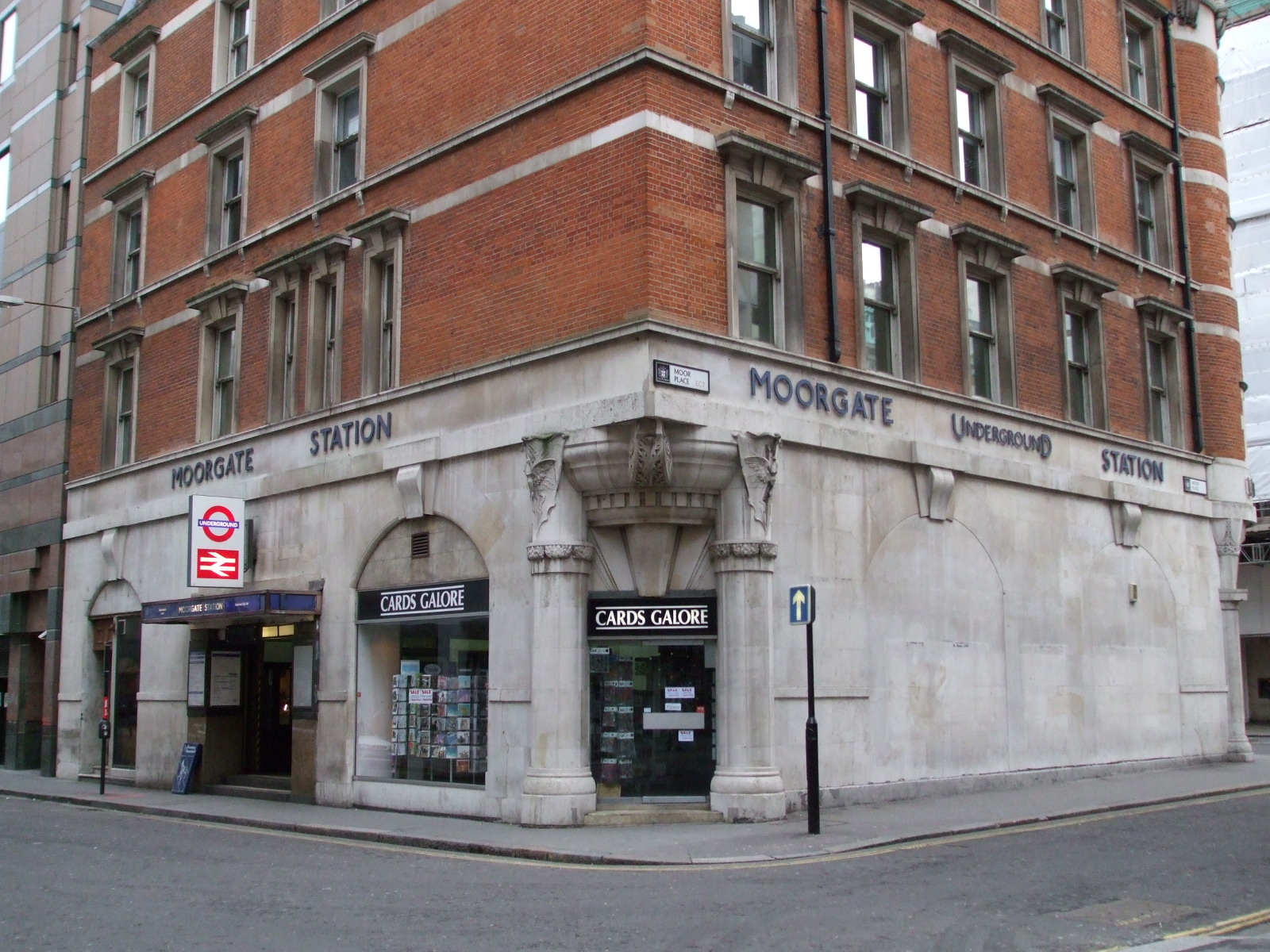
Westeingang

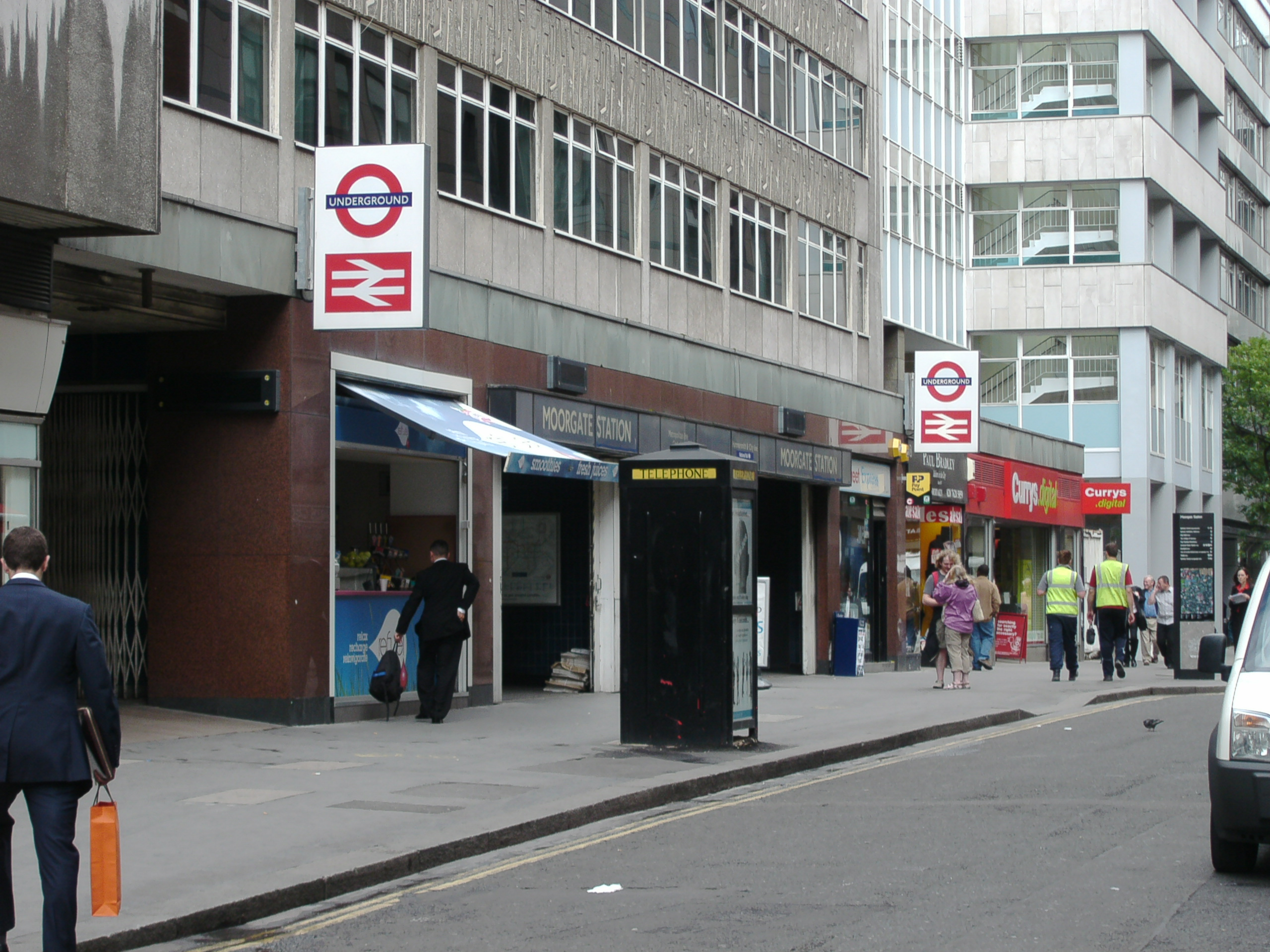
Osteingang

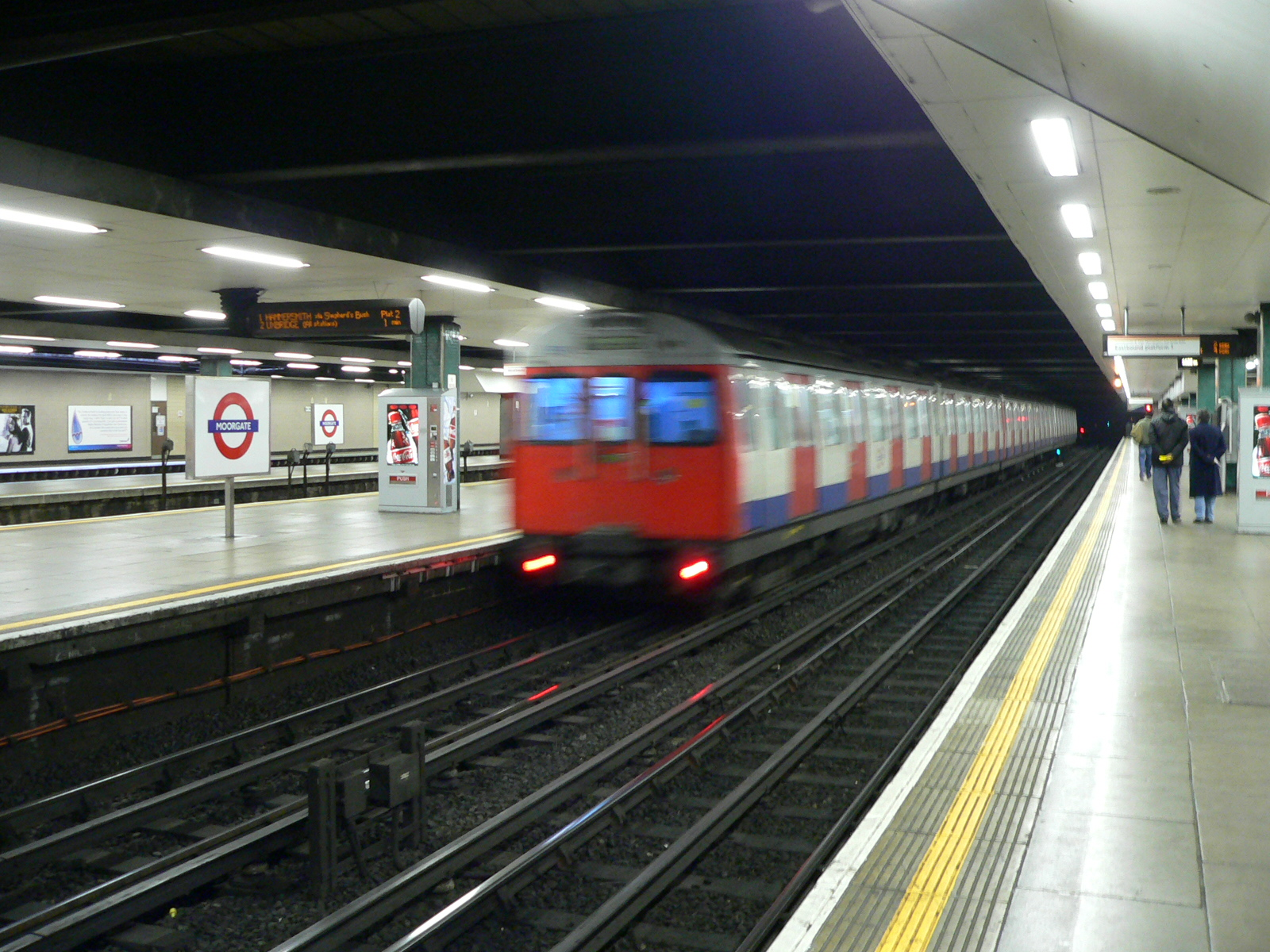
Bahnsteige der Circle, Metropolitan und Hammersmith & City Line

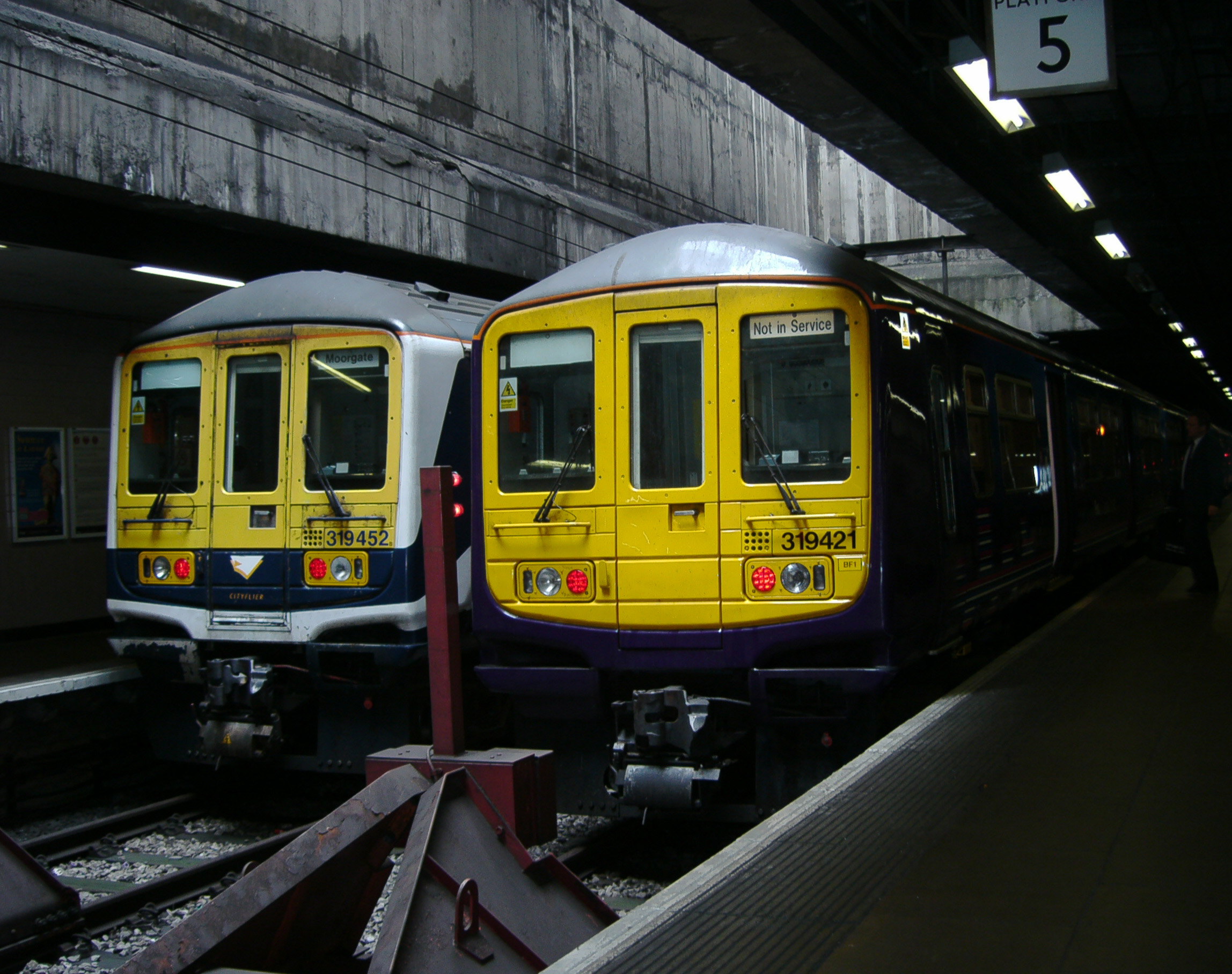
Kopfgleise 5 und 6 mit Zügen von First Capital Connect

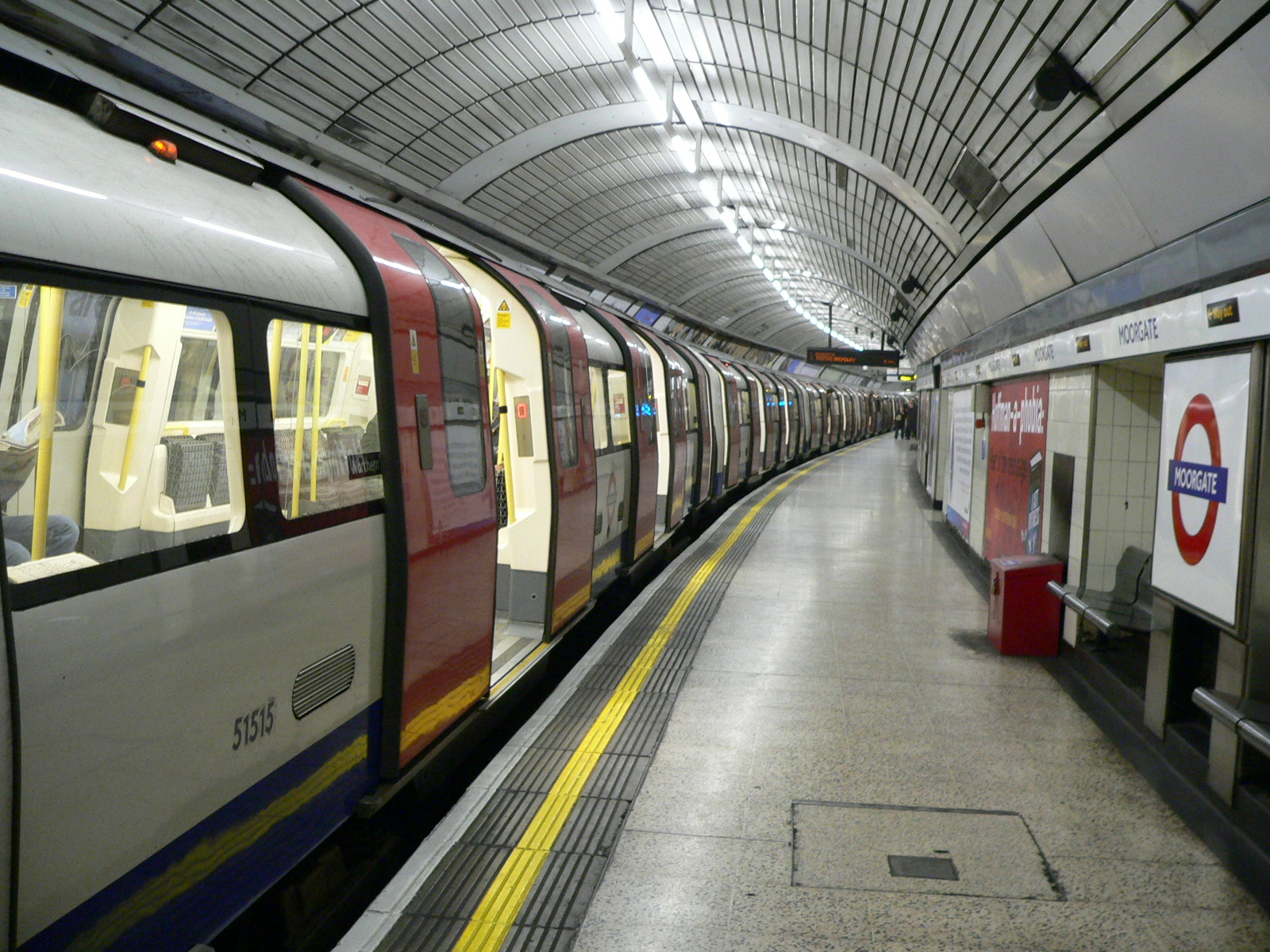
Bahnsteig der Northern Line

Moorgate (bis 1924 Moorgate Street) ist ein Bahnhof an der gleichnamigen Straße in der City of London, nördlich des London Wall. Er ist Endstation der Northern City Line und einer 2009 stillgelegten Zweigstrecke von Thameslink. Beide Strecken werden bzw. wurden von Zügen der Gesellschaft First Capital Connect bedient. Moorgate ist auch eine U-Bahn-Station, an der London-Underground-Züge der Circle Line, der Hammersmith & City Line und der Metropolitan Line halten. Im Jahr 2014 nutzten 25,90 Millionen U-Bahn-Fahrgäste den in der Travelcard-Tarifzone 1 gelegenen Bahnhof, hinzu kommen 9,052 Millionen Fahrgäste der Eisenbahn.

## Oberer Teil
Die Bahnsteige der Circle Line, der Hammersmith & City Line, der Metropolitan Line und von Thameslink befinden sich unmittelbar unter der Oberfläche. Die Eröffnung des Bahnhofs erfolgte am 23. Dezember 1865 durch die Metropolitan Railway (Vorgängergesellschaft der Metropolitan Line). Im Jahr 1868 verdoppelte man auf der Strecke zwischen Moorgate und King’s Cross die Anzahl der Gleise (die so genannten City Widened Lines). In den 1960er Jahren verlängerte man die Bahnsteige.
Bis 2009 verkehrten während der Hauptverkehrszeit Thameslink-Züge aus Richtung Bedford an den stumpf endenden Gleisen 5 und 6. Diese befinden sich parallel zu den Gleisen 1 bis 4 der U-Bahnen. Die U-Bahn-Gleise sind mit zwei Stromschienen elektrifiziert, die Eisenbahngleise mit nördlich von London üblichen 25-kV-Wechselstrom-Oberleitung.
Im Rahmen des Projekts Thameslink 2000 wurde der Eisenbahnverkehr auf der Thameslink-Zweigstrecke zum Bahnhof Moorgate im März 2009 eingestellt. Dies ermöglichte es, in Farringdon den Bahnsteig zu verlängern.

## Unterer Teil
Die City and South London Railway (C&SLR) eröffnete ihre in einer tief liegenden Tunnelröhre befindliche Station am 25. Februar 1900, als nördliche Endstation der Strecke nach Stockwell. Am 17. November 1901 wurde die Strecke nordwärts nach Angel verlängert. Das ursprüngliche Stationsgebäude der C&SLR ist erhalten geblieben, in den darüber liegenden Büroräumen befand sich der Hauptsitz der Gesellschaft. Durch den Tunnel fahren heute die Züge der Northern Line, auf den Gleisen 7 und 8.
Direkt über dem Tunnel der Northern Line befinden sich die Gleise 9 und 10 der Northern City Line. Diese wurden am 14. Februar 1904 durch die Great Northern & City Railway (GN&CR) in Betrieb genommen und verbinden die City of London mit Finsbury Park. Die GN&CR hoffte zu Beginn, dass die Fern- und Vorortzüge der Great Northern Railway (GNR) auf dieser Strecke verkehren würden. Doch die GNR nahm das Angebot nicht an und die Linie musste zu einer kurzen Zweigstrecke zurückgestuft werden.
Von 1934 bis 1975 war die Northern City Line eine Zweigstrecke der Northern Line. Am 16. August 1976 übernahm die damalige staatliche Eisenbahngesellschaft British Rail den Betrieb auf der Northern City Line. Seitdem verkehren die Züge über Finsbury Park hinaus in die nördlichen Vororte.

## Moorgate-Zugunglück
Bekannt wurde der Bahnhof Moorgate durch ein schweres Unglück am 28. Februar 1975, kurz vor der Übergabe an British Rail. 43 Menschen kamen ums Leben und 74 weitere wurden verletzt. Es war das schwerste Zugunglück in der Geschichte der London Underground.